# Sarlat-la-Canéda

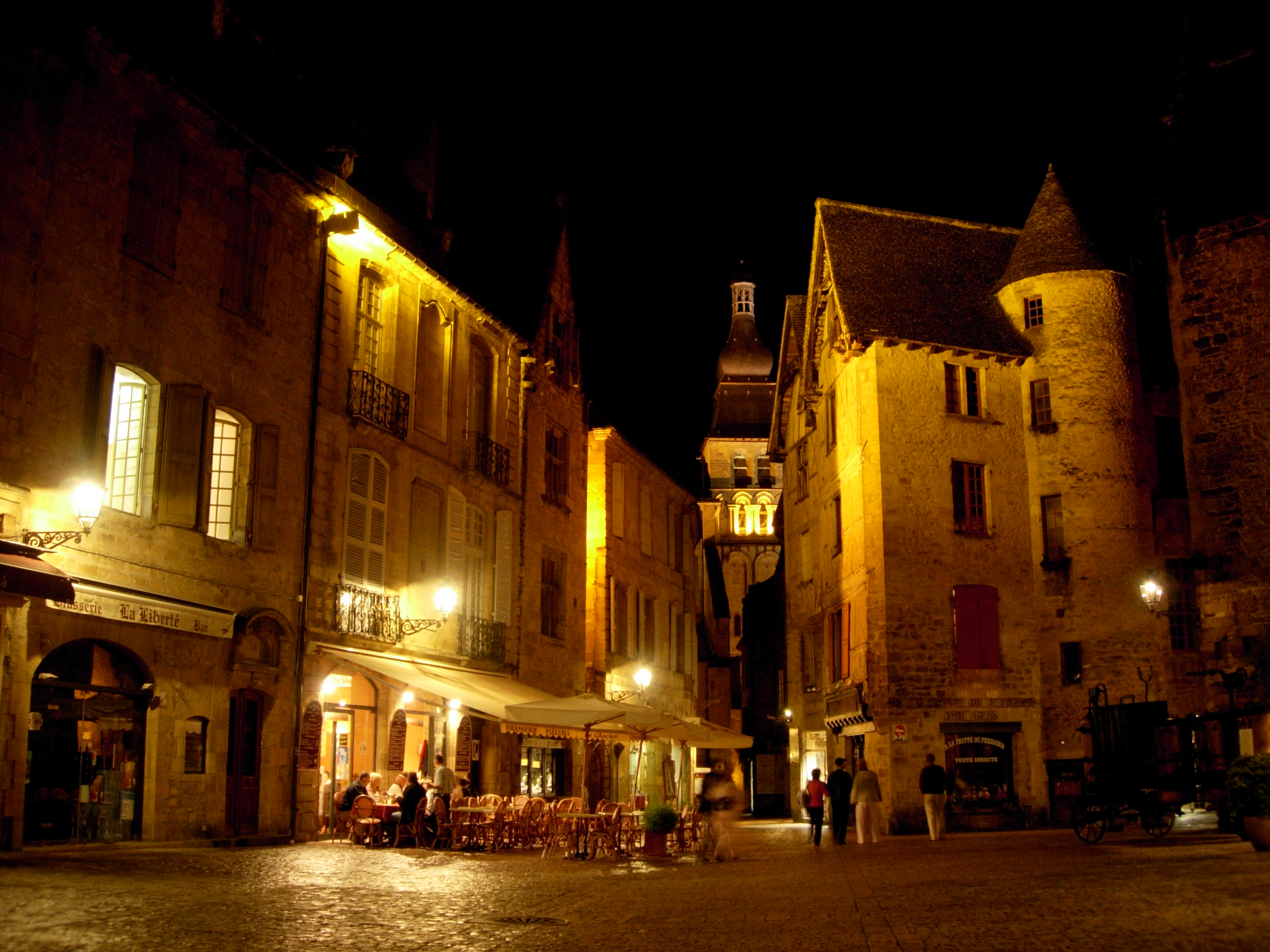
Starówka nocą

Sarlat-la-Canéda – miejscowość i gmina we Francji, w regionie Nowa Akwitania, w departamencie Dordogne.
Według danych na rok 1990 gminę zamieszkiwało 9909 osób, a gęstość zaludnienia wynosiła 210 osób/km² (wśród 2290 gmin Akwitanii Sarlat-la-Canéda plasuje się na 37. miejscu pod względem liczby ludności, natomiast pod względem powierzchni na miejscu 134.).